# 台灣詩人
本條目主要講述日治時期以來台灣詩的發展。

## 日治時期新詩

### 日文書寫路線
有別於中國傳統的五言詩、七言詩的寫作形式，台灣新詩自1923年5月由追風（謝春木）以日文創作〈詩の真似する〉（詩的模仿）四首短製開啟新紀元。
這四首短製分別是〈讚美蕃王〉、〈煤炭頌〉、〈戀愛將茁壯〉與〈花開之前〉。其後王白淵發表日文詩作〈詩人〉，形成台灣新詩史的日文書寫路線。
追風（謝春木）、王白淵的這一條書寫路線，尚有1930年陳奇雲出版詩集《熱流》、水蔭萍（楊熾昌）出版詩集《熱帶魚》，以及鹽分地帶詩人如郭水潭等日文詩人的存在。1935年水蔭萍等人成立風車詩社，發行《風車》詩刊，引進法國超現實主義，乃至1937年台灣總督府廢止報紙漢文欄，都使台灣新詩和當時的中國新詩產生歧異。台灣新詩，乃至台灣新文學，不全然是中國五四運動下的產物。

### 中文書寫路線
台灣新詩的第二個書寫路線是中文書寫。中國五四新文學運動對台灣新文學的啟發，是在1924年由在北平讀書的張我軍點燃。1925年12月，張我軍出版台灣新詩史上第一本漢文新詩集《亂都之戀》，從此開始，中文新詩出現於台灣新詩史。1930年，《台灣民報》增出「曙光」欄，刊載中文新詩，賴和、楊守愚、楊雲萍、楊華等優秀詩人輩出，與同時期日文新詩相互較勁。

### 台灣話文書寫路線
台灣新詩的第三個書寫路線是台灣話文書寫。起於1930年代的鄉土文學論戰以及其後台灣話文運動的出現，促成台灣話文新詩的出現，包括賴和、楊守愚、楊華等詩人都以生動的台灣話文寫出佳作。他們透過優美高雅的台灣話文，刷新了台灣新詩的面目，也讓此後的台灣新詩保留了「台語詩」上場的空間。
日治時期的台灣新詩發展，就是在日文、中文和台灣話文三條流脈下進行，其下是三種書寫文體（連同語言之後意識型態及認同）的辯證和鬥爭。日治時期台灣新詩發展的多樣性與複雜性，由此可見。

## 戰後新詩發展

### 1940年代：《潮流》與銀鈴會
戰後台灣新詩的發展，通論多由1951年《新詩週刊》或1956年紀弦及其領導的「現代派運動」始，認為這是「台灣新詩的重新起步」，是「新詩的再革命」。事實上，在這之前尚有「銀鈴會」的活動，前期自1942年至1945年，後期自1945年至1949年。「戰前銀鈴會的活動，只偏於實際作品的創作」；戰後則自1948年5月推出《潮流》（中日文版）詩刊起，至1949年4月出版第5冊後結束。
「銀鈴會」及《潮流》詩刊的意義，不只在於它是台灣戰後新詩發展的開端，也在它是銜接戰前、戰後台灣新詩發展的過渡。這是日治時期台灣新詩源流的承續，也是曾受日本前衛詩潮影響的台灣詩人（如詹冰、陳千武、林亨泰、錦連等，被稱為跨越語言的一代）將日治時期的前衛實驗帶到戰後，促成現代主義運動的銜接。

### 1950年代：現代派的奠基
當然，中國大陸來台詩人亦是貢獻良多，特別是紀弦、覃子豪對戰後台灣現代詩發展的貢獻。五〇年代的台灣，是反共的年代、高壓的年代，紀弦領銜的現代詩運動，在這樣的環境中展開，洵屬不易；現代派組成之前，《新詩週刊》的出現，則奠其根基。
《新詩週刊》於1951年11月5日假《自立晚報》副刊推出，由鍾鼎文、葛賢寧、紀弦三人主編，迄28期（1952年5月19日）改由覃子豪接編，共出94四期，詩人陣容堅強、詩作水準齊一。
不過，覃子豪接編《新詩週刊》之後，紀弦立即以出刊《詩誌》，並1953年2月創刊《現代詩》對應，種下了戰後詩壇門派分立的前因。1950年代「藍星詩社」與「現代派」的分門別立，以及其後關於「現代主義」論戰的不休，都肇因於《新詩》週刊階段。當然，這樣的爭鬥也有正面的結果，那就是1956年1月由紀弦主導的現代派的集結與成立。
現代派的成立，也與1954年3月《藍星》的創刊，同年10月青年詩人張默、瘂弦、洛夫 創辦《創世紀》有關。詩壇群雄並起，新銳競出，使得紀弦急於「領導新詩的再革命，推動新詩的現代化」，發表六大信條 ，展開有組織、有主義的「現代派」結盟運動，形成戰後台灣現代詩壇最具影響力的班底，並且掀起了1950年代三次詩壇內外的論戰。

### 1960年代：超現實與「笠」的對抗
接著就是《創世紀》和戰後台灣現代詩「超現實主義」的登場。《創世紀》創刊之初，本來主張「新民族詩型」，到了1959年4月推出11期時，轉而強調詩的「世界性、超現實性、獨創性以及純粹性」。這個轉折使台灣現代詩，從此走上割傳統的袍、斷民族的義的「超現實主義」之路。
超現實主義的出現在1960年代，有兩個主要原因：一是台灣工業資本化的發展，致使台灣社會與文化高度依賴西方，文學移植西方典範也就順理成章；二是威權統治及其檢肅導致詩人在壓抑中必須尋找出口，而超現實主義提供了避免檢肅的有效方法。不過，台灣超現實主義根本缺乏西方超現實主義者的批判性，這使得外界對超現實詩人忘掉自己是「什麼時代什麼地方什麼人」的質疑高漲 ，最後終於出現藍星詩人、鄉土派與年輕詩人群的反撲。
戰後台灣超現實主義書寫的問題，在於晦澀與書寫技巧的走火入魔。1972年余光中指出超現實主義書寫的問題在「放逐理性，切斷聯想，扼殺文法的結果，使詩境成為夢境，詩的語言成為囈語甚或魘呼，而意象的的濫用無度，到了汨沒意境的阻礙節奏的嚴重程度。」
與《創世紀》相對的，是創立於1964年6月的「笠」詩社，強調「台灣精神的建立」，採取以「現實的」及「本土的」詩學路線，抵抗《創世紀》、《藍星》等主流詩學。

### 1970年代：詩學與權力的重構
與《笠》一樣，1970年代之後崛起的台灣新世代詩人群，也對《創世紀》主導的超現實主義詩風高度不滿。1971年3月3日創刊的《龍族》，同年7月創刊的《主流》，1972年9月創刊的《大地》，配合著詩壇外部以關傑明、唐文標等批評者凌厲的抨擊，台灣現代詩壇（詩學的與權力的）結構，因此開始重構。
1975年5月4日創刊的《草根》詩刊整合了以龍族為代表的70年代詩人群所追求的「民族詩風」、「現實關懷」及「尊重世俗」、「正視本土」與「多元並進」的詩觀；1979年12月創刊，由詩人向陽領導的《陽光小集》則更進一步強調「寧可踏實地站在台灣這塊土地上，與人群共呼吸、共苦樂」。由此開始，戰後出生的70年代詩人自信地跨出標舉「民族性」、「社會性」、「本土性」、「開放性」和「世俗性」的新路。

### 1980、1990年代：多元面向與跨文本的交互撞擊
1980年代之後，台灣現代詩不再可以明確區分主流或非主流，而形成一幅多元並陳，各種詩文本相錯，相與拼貼的地圖。在這幅地圖上，可以看到政治詩（詩的政治參與與社會實踐）、都市詩（詩的都市書寫與媒介試驗）、台語詩（詩的語言革命與主體重建）、後現代詩（詩的文本策略與質疑再現）以及大眾詩（詩的讀者取向與市場消費）等五個版圖 ，相侵相襲、互融互化；加上九〇年代女性詩（詩的女性發聲與性別意識）、身體詩（詩的身體展示與情欲刺探）、數位詩（詩的網路傳播與數位表現），使得八、九〇年代的台灣現代詩更形風華萬端，繁複奇詭。
以都市詩為例，林燿德、羅青等意識到資訊工業與電腦的出現，強調要「面對此一傳播媒介的革命，詩人應該把詩的思考立體化，把此一新的傳播方式納入構思體系。
都市詩也和後現代詩構連。1985年，羅青在《自立晚報》副刊發表〈一封關於訣別的訣別詩〉，被視為「台灣後現代主義的宣言詩」。後現代書寫風潮迄今仍在發展中，以夏宇、鴻鴻主導的《現在詩》刊為其本營。
與此相對的，是台語詩的隔代復出。戰後率先從事創作的有林宗源與向陽，到1980年代詩家輩出，林央敏、黃勁連、陳明仁、李勤岸等都是。1990年代後，台語詩刊《蕃薯詩刊》誕生，網路中眾多台語詩網，還有路寒袖與莊柏林「台語歌詩」的傳唱，方耀乾引進世界文學技巧的各種台語詩實驗都受到矚目。此外，客語詩人也紛紛出現，從杜潘芳格到利玉芳等都有不俗表現；原住民詩人以各族語言書寫詩作，則在進入21紀之後受到期待。
和台語詩在大眾路線上交疊，但抽離其政治性而強化其抒情性的「大眾詩」，是由席慕蓉掀起的風潮。席慕蓉以《七里香》、《無怨的青春》、《時光九篇》等詩集，創造詩集暢銷的紀錄。席詩延續了寫實主義「尊重世俗，反映大眾心聲」的特色，而又接枝詩與多媒體婚媾的風潮，這使它得以在1980年代受到主流媒介肯定，而帶領大眾詩的前進。
1998年11月「女鯨詩社」成立，以及詩選《詩在女鯨躍身擊浪時》推出，彰顯了台灣／女性主體意識的社群集結。同年江文瑜推出女性主義詩集《男人的乳頭》，透過性別╱情色╱權力的三重顛覆，展現出台灣女性詩人的主體書寫身姿。
身體詩也是1990年代的書寫主流之一，情欲世界和身體詩儼然一體，較受矚目的詩人有顏艾琳、陳克華、許悔之、陳義芝等。
此外，1990年代中期因為網路之興而起步的數位詩，則是在書寫工具╱文本╱美學的三重革命上，通過新興的網路傳播，以數位表現出新的文本，成為混合不同媒材、超越平面文本的新文類，寫手有澀柿子、響葫蘆、向陽、蘇紹連（米羅‧卡索)等多人。

### 2000年代至今
向陽與白靈、焦桐、蕭蕭、陳義芝組成之編委會，推出《新世紀新世代詩選》。以新世紀（21世紀）出現於詩壇之新世代（1980-1999年出生，活躍於2000-2022年之詩人）為選集對象，以入選者之「創意性」、「殊異度」及「影響力」為薦舉條件；經編委會討論，薦舉52家，選入232首詩作。包含何亭慧、葉覓覓、王姿雯、曾琮琇、沙力浪、夏夏、陳允元、林達陽、蔡琳森、廖人、周天派、馬翊航、李桂媚、廖啟余、林餘佐、蘇家立、陳昌遠、潘家欣、王天寬、任明信、羅毓嘉、崔舜華、波戈拉、廖亮羽、吳俞萱、楊智傑、陳少、阿布、利文祺、徐珮芬、蔣闊宇、趙文豪、林益彰、游善鈞、郭哲佑、吳緯婷、鄒佑昇、崎雲、張詩勤、莊子軒、宋尚緯、林禹瑄、煮雪的人、李蘋芬、詹佳鑫、林夢媧、曹馭博、旋木、鄭琬融、王信益、林宇軒。 除以上收錄之詩人，還有若斯諾·孟、賀婕、蕭宇翔等千禧世代詩人活躍於21世紀之現代詩場域。
2024年2月，煮雪的人的作品〈月球博物館〉獲選入拱門任務基金會策劃的「方舟月球藝術典藏（Arch Lunar Art Archive）」計畫，經由奧德修斯月球著陸器載至月球長久保存，為目前已知最早登陸月球的華文新詩。

## 臺灣客語文學的發展與作家
客語文學的發展較之臺語文學，其進程更為晚到；其創作人數，相較於閩語文學作家，也稀少得多。真正以客語來書寫文學創作應該是在1987年解嚴以後的事了。
客語意識的形塑與下列的運動有極大的關係。1988年11月由創刊於1987年的《客家風雲》雜誌社──後改名為《客家雜誌》──帶動成立了「客家權益促進會」，匯集客家各股勢力，以實際行動發起並主導「還我母語運動」。1988年12月28日，上萬名客家人走上街頭爭取客語發音權。主要訴求有三：
1. 全面開放客語電視節目
2. 修改廣電法廿條對方言之限制條款為保障條款
3. 建立多元開放的語言政策。

此運動開啟了客家族群的語言意識。此外，由鍾肇政為首所發起成立的台灣客家公共事務協會提出「新个客家人」主張，試圖塑造台灣客家人的族群認同。1994年寶島客家電台成立，對延續客家語言及客家文化有極大的貢獻。2001年6月14日行政院客家事務委員會成立，以及2003年7月1日客家電視台開播，是多年來呼籲以國家力量介入保護與復振客家語文與文化的具體結果。
儘管行政院客家事務委員會成立及客家電視台開播對客家文化的保存與推展起了積極的作用，但是客家人以母語創作的人口仍然稀少。大部分的客系作家仍以華語書寫，只是在題材或內容上對客家意識、客家事物有更明顯的呈現。這顯示了客系作家的客家意識有明顯提升，但語言意識雖然經過催化，仍然薄弱。
1980年代以來，積極投入客語的書寫，其中以詩為最大宗，相對而言，小說與散文極為稀少。作家有杜潘芳格、黃恆秋、鍾肇政、葉日松、李喬、曾貴海、范文芳、邱一帆、劉慧真、張芳慈、利玉芳、吳尚任、陳寧貴、龔萬灶等人。
杜潘芳格（1927- ），新竹縣人，台北女師專肄業。笠詩社同仁、台灣筆會會員，曾任女鯨詩社社長。杜潘芳格是第一個以客語寫詩的詩人，其詩主要反映女性處境、母性光輝、人生的思考、社會的關懷。曾獲第一屆陳秀喜詩獎。著有華客語詩集《朝晴》、客語詩集《青鳳蘭波》。
陳寧貴（ 1954 - ），屏東竹田人（南部客家聚落六堆的中堆）曾為「主流詩社」(1971)「陽光小集詩社」(1982)同仁。著有詩集「商怨」暨散文集「天涯與故鄉」等十餘冊。作品曾獲教育部詩獎，新詩學會優秀詩人獎，聯合報散文獎等。他的客家詩企圖連結精純詩質，以致立足客家，能夠放眼詩界。
黃恆秋（1957- ），本名黃子堯，苗栗縣人。曾任寶島客家電台台長、台北縣客家公共事務協會理事長，曾任《客家雜誌》主編。黃恆秋是第一個出版客語詩集的作家，並致力於客家文學的理論建構，其詩主要書寫客家生活的生命體驗。曾獲第七屆客家台灣文化獎。著有客語詩集《擔竿人生》、《見笑花》，論著《客家台灣文學論》。
利玉芳（1952），屏東縣人，高雄高商畢業，成功大學空中商專會統科肄業，曾任電臺童詩撰稿與配音、教職、台灣筆會理事、台灣現代詩人協會理事，目前從事食品企管業，為笠詩社、女鯨詩社同仁。詩風大膽，勇於創新，主要書寫生活瑣事、自然生態、女性情慾、鄉土國族等議題。曾獲吳濁流文學獎、第二屆陳秀喜詩獎。著有華客語詩集《向日葵詩集》。
范文芳（1942- ），新竹人，臺灣師範大學國文研究所碩士，現任新竹教育大學語文教育學系教授。創作文類以詩和散文為主，作品主要關懷生態、土地。曾獲1999年客家台灣文化獎。著有客語散文集《頭前溪介故事》等。
曾貴海（1946- ），屏東縣人，高雄醫學院醫學系畢業。現任高雄基督教信義醫院胸腔外科醫師、台灣筆會會長、文學台灣雜誌社社長、鍾理和文教基金會董事長。曾任台灣南社社長。作品主要觀照土地、生態、客家女性。曾獲吳濁流新詩獎、賴和醫療服務獎。著有客語詩集《原鄉夜合》。
葉日松（1936- ）花蓮人，國中教師退休。現任花蓮縣文教基金會董事、花蓮縣國小客語教師培訓頒講師。其詩大抵書寫生活的土地以及農家生活，具有濃烈的鄉土情懷，語言富音樂節奏性。曾獲中興文藝獎章、青年詩獎、詩運獎等。著有客語詩集《葉日松客語詩選》、《鑊仔肚介飯，比麼介都卡香》等。
張芳慈（1964- ），台中縣人，新竹師院美教所碩士。現任笠詩社同仁、女鯨詩社同仁、秀朗國小藝術與人文教師、客林藝術工作室負責人、台北市客家文化基金會董事。其詩善於捕捉親情與男女愛情。曾獲吳濁流文學獎新詩獎、竹塹文學獎散文獎、陳秀喜詩獎。著有客語詩集《天光日》。

## 詩人的譯介或轉載活動

### 日治時期
- 日治時期台灣與中國分離，不論是新文學運動的思潮還是個別作家的詩作，都需要透過有心人士的轉載與引介，才能進入台灣社會。出版台灣第一部新詩集《亂都之戀》的張我軍，曾在《台灣民報》上轉載中國作家的小說、譯作與新詩；新詩方面，他曾在《台灣民報》上轉載郭沫若的〈江灣即景〉與〈仰望〉、梁宗岱的〈森嚴的夜〉、滕固的〈墮水〉、鄭振鐸的〈牆角的創痕〉、焦菊隱的〈我的祖國〉等作品，讓台灣讀者能夠讀到中國的新詩。[9]

### 國府時期
- 詩人兼詩論家葉笛致力將日治時期台灣詩人的日文現代詩翻成中文，並且為每位詩人撰寫一篇評介。他譯介的對象有吳新榮、王登山、林芳年、水蔭萍、利野蒼、林修二、江文也、楊雲萍等人士。

## 翻譯台灣詩人作品

### 日治時期台灣詩人
- 詩人兼詩論家葉笛致力將日治時期台灣詩人的日文現代詩翻成中文，並且為每位詩人撰寫一篇介紹文章。他譯介的對象有吳新榮、王登山、林芳年、水蔭萍、利野蒼、林修二、江文也、楊雲萍等人的日文詩。
- 文學愛好人士月中泉翻譯郭水潭的日文詩作。
- 台灣文學研究者陳瑜霞將陳奇雲日文詩集《熱流》翻譯成中文。
- 學者陳才崑將王白淵日文詩集《荊棘之道》[10]翻譯成中文。